# 4 вересня (стадіон)
«4 вересня» (тур. 4 Eylül) — колишній багатофункціональний стадіон в Сівасі, Туреччина. В основному використовувався для проведення футбольних матчів, був домашнім стадіоном для футбольного клубу «Сівасспор». Відкритий в 1985 році, місткість 14 998 місць.
У 2006 році на стадіоні була проведена реконструкція. Були додані 1200 додаткових місць, забарвлення сидінь стало червоно-білим.
У 2017 році стадіон було закрито. Його місце, як домашній стадіон Сівасспору, зайняв новий стадіон — «Новий Сівас стадіон 4 вересня».